# سد قرافیری
سد قرافیری (به لاتین: Garafiri Dam) یک سد خاکی در گینه است که در ناحیه کیندیا واقع شده‌است.